# Typhlodromips simplicissimus
Typhlodromips simplicissimus är en spindeldjursart som först beskrevs av De Leon 1959.  Typhlodromips simplicissimus ingår i släktet Typhlodromips och familjen Phytoseiidae. Inga underarter finns listade i Catalogue of Life.